# Березуцкая, Валентина Фёдоровна
Валенти́на Фёдоровна Березу́цкая (28 июля 1931, Спасское, Центрально-Чернозёмная область — 31 января 2019, Москва) — советская и российская актриса театра и кино, «королева эпизода». Заслуженная артистка России (1992). Лауреат премии «Ника» (2004).

## Биография
Родилась 28 июля 1931 года в селе Спасское Медвенского района Курской области. Её мать Пелагея Тарасовна (1900-1986) была домашней хозяйкой. Отец Фёдор Лаврентьевич (1905-?)  oкончил Одесское артиллерийское училище и стал военным. В 1933 году его направили на службу на Дальний Восток в село Галёнки, куда он отбыл вместе с семьёй. В 1941 году, в начале войны, мать и девятилетняя девочка были эвакуированы в Сибирь и жили там до 1944 года. Затем отец забрал их к себе на место службы в Ворошилов-Уссурийский, но уже в 1946 году получил назначение в Корею, и семья отправилась вместе с ним.
В 1955 году окончила актёрский факультет ВГИКа (мастерская Бориса Бибикова и Ольги Пыжовой). Актёрский темперамент больше проявился в комедийной роли служанки Химки в пьесе Михаила Старицкого «За двумя зайцами», показанной на экзамене. Была распределена в штат киностудии «Мосфильм» и театра-студии киноактёра, где проработала около сорока лет. На сцене этого театра сыграла в спектаклях «День приезда — день отъезда», «Ссуда на брак» и других. Также работала на дубляже и озвучивании. Тогда же начала свой путь в кино, играя, как правило, городских и деревенских девушек. Дебютировала в кино в эпизодической роли в фильме 1955 года «Вольница».
Среди наиболее заметных ролей: Настя («Тугой узел»), Олюха («В степной тиши»), Марья («Половодье»), Шура («Непридуманная история»), Прасковья («На завтрашней улице»), Матрёна («Бабье царство»), Фенечка («Директор»), Сафарова («Весенняя путёвка»), М. И. Ульянова («Поезд в завтрашний день»), Сузгиниха («И снова Анискин»), Арина («Отец и сын»).
Премию «Ника» за лучшую женскую роль в фильме «Старухи» получила в 72 года.
Мужем был Владимир Агеев, в браке с которым она прожила 33 года. Он был директором Ялтинской киностудии, в 1970-е годы работал директором творческого объединения «Товарищ» на «Мосфильме», был секретарём партийной организации «Мосфильма», был директором студии «Горького», снимался как актёр (скончался в 1990 году). Дочь Полина Агеева окончила экономический факультет ВГИКа, работала бухгалтером в объединении «Товарищ» на «Мосфильме».
Скончалась 31 января 2019 года на 88-м году жизни в Москве от острой сердечной недостаточности. Похоронена 2 февраля в одной могиле с матерью и дочерью на Хованском кладбище (центральная территория, участок № 2).

## Признание и награды
- 1992 — Заслуженная артистка России - за заслуги в области киноискусства
- 2004 — Лауреат премии «Ника» в номинации «Лучшая женская роль» — за фильм «Старухи».

## Фильмография
| Год       |   | Название                                                                       | Роль                                                    |
| --------- | - | ------------------------------------------------------------------------------ | ------------------------------------------------------- |
| 1954      | ф | Об этом забывать нельзя                                                        | студентка                                               |
| 1955      | ф | Вольница                                                                       | резалка                                                 |
| 1956      | ф | Разные судьбы                                                                  | соседка Сони Орловой по общежитию                       |
| 1956      | ф | Человек родился                                                                | диспетчер автопарка                                     |
| 1956      | ф | Тугой узел                                                                     | Настя                                                   |
| 1957      | ф | Летят журавли                                                                  | Люся                                                    |
| 1958      | ф | Иван Бровкин на целине                                                         | член бригады Бровкина                                   |
| 1958      | ф | Солдатское сердце                                                              | Светлана, девушка Орлова                                |
| 1959      | ф | Баллада о солдате                                                              | деревенская женщина                                     |
| 1959      | ф | В степной тиши                                                                 | Олюха                                                   |
| 1959      | ф | Песня о Кольцове                                                               | эпизод                                                  |
| 1961      | ф | Иван Рыбаков                                                                   | продавщица                                              |
| 1962      | ф | Половодье                                                                      | доярка                                                  |
| 1963      | ф | Непридуманная история                                                          | Шура, жена Степана Ивановича                            |
| 1963      | ф | Тишина                                                                         | жена Аверьянова                                         |
| 1964      | ф | Вызываем огонь на себя                                                         | женщина в шали у шлагбаума                              |
| 1963      | ф | Пропало лето                                                                   | кладовщица                                              |
| 1964      | ф | Зелёный огонёк                                                                 | тётя Настя, шофёр такси                                 |
| 1965      | ф | Дети Дон Кихота                                                                | Мария Ивановна, медсестра                               |
| 1965      | ф | На завтрашней улице                                                            | Прасковья                                               |
| 1965      | ф | Операция «Ы» и другие приключения Шурика (новелла «Напарник»)                  | пассажирка в автобусе                                   |
| 1965      | ф | Стряпуха                                                                       | Мария                                                   |
| 1966      | ф | Выстрел                                                                        | хозяйка                                                 |
| 1966      | ф | Душечка                                                                        | Мавра, домработница Ольги Семёновны                     |
| 1967      | ф | Зареченские женихи                                                             | Варвара, любопытная соседка                             |
| 1967      | ф | Звёзды и солдаты                                                               | медсестра                                               |
| 1967      | ф | Конец «Сатурна»                                                                | хозяйка дома, где квартирует Черненко                   |
| 1967      | ф | Бабье царство                                                                  | Матрёна                                                 |
| 1968      | ф | Любовь Серафима Фролова                                                        | Имя персонажа не указано                                |
| 1968      | ф | Новые приключения неуловимых                                                   | дама                                                    |
| 1968      | ф | Семь стариков и одна девушка                                                   | посетительница комнаты смеха                            |
| 1969      | ф | Адъютант его превосходительства                                                | пассажирка                                              |
| 1969      | ф | Внимание, черепаха!                                                            | дворничиха                                              |
| 1969      | ф | Директор                                                                       | Фенечка                                                 |
| 1969      | ф | Мы с Вулканом                                                                  | мать                                                    |
| 1969      | ф | Про Клаву Иванову                                                              | дежурная в общежитии                                    |
| 1969      | ф | Обвиняются в убийстве                                                          | тётя Тамары Антоновой, заведующая детским садом         |
| 1969—1995 | с | Фитиль                                                                         | разные роли                                             |
| 1970      | ф | В лазоревой степи (новелла «Продкомиссар»)                                     | мать Игната                                             |
| 1970      | ф | Поезд в завтрашний день                                                        | Мария Ильинична Ульянова                                |
| 1970      | ф | Город первой любви                                                             | мать Лены                                               |
| 1970      | ф | Возвращение «Святого Луки»                                                     | Мария Филипповна, жена слесаря                          |
| 1971      | ф | Алексеич                                                                       | сельская учительница                                    |
| 1971      | ф | Телеграмма                                                                     | продавщица пирожков                                     |
| 1971      | ф | Возвращение к жизни                                                            | хуторяка в такси                                        |
| 1972      | ф | Следствие ведут ЗнаТоКи. Шантаж                                                | Настя, домработница Праховой                            |
| 1972      | ф | Красно солнышко                                                                | колохозница                                             |
| 1972      | ф | Сибирячка                                                                      | колохозница                                             |
| 1972      | ф | Меченый атом                                                                   | проводница                                              |
| 1973      | ф | Командир счастливой «Щуки»                                                     | кладовщица                                              |
| 1973      | ф | Неисправимый лгун                                                              | уборщица                                                |
| 1973      | ф | Настенька                                                                      | Имя персонажа не указано                                |
| 1973      | с | Вечный зов                                                                     | Инютина, мать Кирьяна, жена Демьяна                     |
| 1973      | ф | Берега                                                                         | Дарья                                                   |
| 1973      | ф | Двое в пути                                                                    | работница почтового отделения                           |
| 1974      | ф | Самый жаркий месяц                                                             | Клава                                                   |
| 1974      | ф | Анискин и Фантомас                                                             | Лукерья Сузгина "Сузгиниха"                             |
| 1974      | ф | Ливень                                                                         | жена Михеева                                            |
| 1974      | ф | Рейс первый, рейс последний                                                    | работница базы отдыха                                   |
| 1974      | ф | Ищу мою судьбу                                                                 | подруга Надежды                                         |
| 1975      | ф | Алмазы для Марии                                                               | гостья Дарьи                                            |
| 1975      | ф | Не может быть!                                                                 | Имя персонажа не указано                                |
| 1975      | ф | От зари до зари                                                                | Анна Макаровна, Макариха                                |
| 1975      | ф | Без права на ошибку                                                            | Санькина, продавщица                                    |
| 1976      | ф | Подранки                                                                       | Валюша, нянечка в приюте                                |
| 1976      | ф | Слово для защиты                                                               | Кузнецова, начальница Валентины                         |
| 1976      | ф | «Сто грамм» для храбрости... (новелла «Сто грамм для храбрости»)               | буфетчица Нюронька                                      |
| 1976      | ф | Просто Саша                                                                    | санитарка в больнице                                    |
| 1976      | ф | Приключения Нуки                                                               | работница столовой в пионерлагере                       |
| 1976      | ф | Преступление (фильм №1 Нетерпимость)                                           | тётя Наташа                                             |
| 1976      | ф | Повесть о неизвестном актере                                                   | костюмер                                                |
| 1976      | ф | Вы мне писали...                                                               | Нина                                                    |
| 1977      | ф | Запасной аэродром                                                              | повариха                                                |
| 1977      | ф | Катина служба                                                                  | Летучкина                                               |
| 1977      | ф | Юлия Вревская                                                                  | Березуцкая, сестра милосердия                           |
| 1978      | ф | Вас ожидает гражданка Никанорова                                               | тётя Люба, соседка Кати Никаноровой                     |
| 1978      | ф | Сибириада                                                                      | Дарья Соломина                                          |
| 1977      | ф | И снова Анискин                                                                | Лукерья Сузгина "Сузгиниха"                             |
| 1978      | ф | Недопёсок Наполеон III                                                         | завуч школы                                             |
| 1978      | ф | Весенняя путёвка                                                               | Сафарова                                                |
| 1978      | ф | Сибириада                                                                      | Дарья Соломина                                          |
| 1979      | ф | Отец и сын                                                                     | Арина                                                   |
| 1980      | ф | Гражданин Лёшка                                                                | продавщица в кондетирском отделе                        |
| 1980      | ф | Люди в океане                                                                  | Антонина Петровна, повариха                             |
| 1980      | ф | Особо важное задание                                                           | работница ресторана на юге                              |
| 1980      | ф | Незваный друг                                                                  | администратор гостиницы                                 |
| 1980      | ф | Черезвычайные обстоятельства                                                   | Любовь Григорьевна, диспетчер                           |
| 1981      | ф | Линия жизни                                                                    | буфетчица                                               |
| 1981      | ф | Ответный ход                                                                   | женщина с отарой овец                                   |
| 1981      | ф | От зимы до зимы                                                                | жена Никифора Шкуратова, мать Николая и Андрея          |
| 1981      | ф | Прощание                                                                       | Имя персонажа не указано                                |
| 1981      | ф | Через Гоби и Хинган                                                            | Имя персонажа не указано                                |
| 1981      | ф | Родня                                                                          | Люба Коновалова, жена Вовчика                           |
| 1982      | ф | Покровские ворота                                                              | театралка                                               |
| 1982      | ф | Кто стучиться в дверь ко мне...                                                | Варвара Кузьминична                                     |
| 1982      | ф | Детский мир                                                                    | женщина с авоськой                                      |
| 1982      | ф | Нас венчали не в церкви                                                        | женщина на венчании                                     |
| 1983      | ф | К своим!                                                                       | тётя Маша, дежурная в общежитии                         |
| 1983      | ф | Букет фиалок                                                                   | соседка Ардатовых                                       |
| 1983      | ф | Витя Глушаков — друг апачей                                                    | контролёр в автобусе                                    |
| 1983      | ф | Оглянись                                                                       | дежурная медсестра в приёмном покое                     |
| 1983      | ф | Срок давности                                                                  | Пенькова, жена настоящего шофёра Пенькова               |
| 1983      | ф | Ураган приходит неожиданно                                                     | Имя персонажа не указано                                |
| 1984      | ф | Особое подразделение                                                           | уборщица                                                |
| 1984      | с | Михайло Ломоносов                                                              | тётка с бочкой                                          |
| 1985      | ф | Выйти замуж за капитана                                                        | мать Александра Блинова                                 |
| 1985      | ф | Дикий хмель                                                                    | Прасковья Яковлевна Крепильникова, работница фабрики    |
| 1985      | ф | Свидетель                                                                      | сестра-хозяйка                                          |
| 1985      | ф | Завещание                                                                      | мать погибших солдат                                    |
| 1985      | ф | Жил отважный капитан                                                           | парикхмахер                                             |
| 1985      | ф | Поживём-увидим                                                                 | уборщица                                                |
| 1985      | ф | Право любить                                                                   | Имя персонажа не указано                                |
| 1986      | ф | Рысь возвращается                                                              | работница в детдоме                                     |
| 1986      | ф | Верую в любовь                                                                 | Александра Петровна Козлова, уборщица в театре          |
| 1986      | ф | Земля моего детства                                                            | соседка Фени                                            |
| 1986      | ф | Затянувшийся экзамен                                                           | Клавдия Кузьминична, доярка, мать Светы и Лиды          |
| 1986      | ф | Зонтик для новобрачных                                                         | проводница в поезде                                     |
| 1988      | ф | Радости земные                                                                 | дворничиха                                              |
| 1988      | ф | Ералаш (выпуск № 68 «Осторожно, ученик!»)                                      | пассажирка (нет в титрах)                               |
| 1986      | ф | В распутицу                                                                    | колхозница                                              |
| 1989      | ф | Женщины, которым повезло                                                       | няня                                                    |
| 1989      | ф | Во бору брусника                                                               | Маня, почтовый работник                                 |
| 1989      | ф | Поезд дураков                                                                  | тётя Оля                                                |
| 1989      | ф | Авария — дочь мента                                                            | пассажирка автобуса в очках                             |
| 1989      | ф | Криминальный квартет                                                           | тётка-уборщица в кафе                                   |
| 1989      | ф | Брызги шампанского                                                             | железнодорожница                                        |
| 1990      | ф | Гол в Спасские ворота                                                          | соседка Людмилы                                         |
| 1990      | ф | Сделано в СССР                                                                 | Имя персонажа не указано                                |
| 1990      | ф | Ры-ча-ги                                                                       | Марфа                                                   |
| 1990      | ф | В полосе прибоя                                                                | Полина Николаевна Ободко, вахтёр общежития''            |
| 1990      | ф | Хомо новус                                                                     | Имя персонажа не указано                                |
| 1991      | ф | Ералаш (выпуск № 84 «Детям до 16…»)                                            | билетёр                                                 |
| 1991      | ф | Дина                                                                           | Степанида                                               |
| 1991      | ф | Гениальная идея                                                                | уборщица в гостинице                                    |
| 1991      | ф | Пока гром не грянет                                                            | гостья                                                  |
| 1991      | ф | След дождя                                                                     | продавщица                                              |
| 1991      | ф | Волкодав                                                                       | уборщица                                                |
| 1992      | ф | Бег по солнечной стороне                                                       | Дуся, старушка на мотоцикле                             |
| 1992      | ф | Гонгофер                                                                       | продавщица                                              |
| 1992      | ф | Анкор, ещё анкор!                                                              | участница хора                                          |
| 1992      | ф | Менялы                                                                         | Имя персонажа не указано                                |
| 1992      | ф | Исполнитель приговора                                                          | сотрудница на санэпидемстанции                          |
| 1992      | ф | Доброй ночи!                                                                   | Имя персонажа не указано                                |
| 1992      | ф | Зачем алиби честному человеку?                                                 | женщина на собрании                                     |
| 1993      | ф | Стрелец неприкаянный                                                           | кассирша в продуктовом магазине                         |
| 1993      | ф | Падение                                                                        | тётя Оля, консьержка                                    |
| 1994      | ф | Я свободен, я ничей                                                            | Имя персонажа не указано                                |
| 1995      | ф | Какая чудная игра                                                              | контролёр в электричке                                  |
| 1995      | ф | Красная вишня / 红樱桃                                                         | слепая мать солдата                                     |
| 1995      | ф | Любить по-русски                                                               | деревенская жительница                                  |
| 1995—2001 | с | На углу, у Патриарших                                                          | Раиса Максимовна Шакурова, дворничиха                   |
| 1996      | ф | Любить по-русски 2                                                             | женщина у тюрьмы                                        |
| 1996      | ф | Старые песни о главном 2                                                       | работница дома культуры (в титрах не указана)           |
| 1997      | ф | Вор                                                                            | Савельева                                               |
| 1998—1999 | с | Самозванцы                                                                     | соседка Саши                                            |
| 1999      | ф | Небо в алмазах                                                                 | дворничиха                                              |
| 1999      | ф | Президент и его внучка                                                         | костюмерша                                              |
| 1999      | с | Д.Д.Д. Досье детектива Дубровского                                             | продавщица                                              |
| 2000      | ф | ДМБ-002                                                                        | какинская бабушка                                       |
| 2000      | ф | Любовь.ru                                                                      | Имя персонажа не указано                                |
| 2000      | с | Марш Турецкого                                                                 | Валентина Фёдоровна Агеева, женщина выгуливавшая собаку |
| 2000      | ф | Тихие омуты                                                                    | женщина с вёдрами                                       |
| 2000      | ф | Третьего не дано                                                               | старушка                                                |
| 2001      | с | Дракоша и компания                                                             | бабушка Клава                                           |
| 2001      | ф | Искатели                                                                       | бабушка Вени                                            |
| 2001      | ф | Лиса Алиса                                                                     | бабка                                                   |
| 2001      | ф | Не покидай меня, любовь                                                        | нянечка в больнице                                      |
| 2001      | ф | Праздник                                                                       | баба Гала                                               |
| 2001      | с | Семейные тайны                                                                 | Имя персонажа не указано                                |
| 2002      | ф | Антикиллер                                                                     | прохожая с тележкой                                     |
| 2002      | ф | Копейка                                                                        | уборщица, старушка                                      |
| 2002      | ф | Линия защиты                                                                   | соседка                                                 |
| 2002      | ф | Ха!                                                                            | Имя персонажа не указано                                |
| 2002      | ф | Займёмся любовью                                                               | мать жениха                                             |
| 2003      | с | Адвокат                                                                        | нянечка в больнице                                      |
| 2003      | ф | Антикиллер-2                                                                   | Валентина Фёдоровна                                     |
| 2003      | с | Возвращение Мухтара                                                            | злая бабка                                              |
| 2003      | ф | За тридевять земель                                                            | Водяница                                                |
| 2003      | ф | Моя родня                                                                      | баба Зина                                               |
| 2003      | с | Пятый ангел                                                                    | Имя персонажа не указано                                |
| 2003      | ф | Есть идея                                                                      | Имя персонажа не указано                                |
| 2003      | ф | С любовью, Лиля                                                                | тётя Валя, администратор гостиницы                      |
| 2003      | ф | Старухи                                                                        | Фёкла                                                   |
| 2003      | ф | Француз                                                                        | мать Карпенко                                           |
| 2003      | с | Русские амазонки 2                                                             | соседка Ани                                             |
| 2003      | с | Ералаш № 166 Роковая записка                                                   | школьная уборщица                                       |
| 2003—2004 | с | Улица Сезам                                                                    | продавщица                                              |
| 2004      | с | Всегда говори «всегда» 2                                                       | мать Павла                                              |
| 2004      | с | Евлампия Романова. Следствие ведет дилетант 2                                  | бабушка Костина                                         |
| 2004      | ф | Кожа саламандры                                                                | санитарка                                               |
| 2004      | ф | Мелюзга                                                                        | матушка Пелагея                                         |
| 2004      | ф | О любви в любую погоду                                                         | бабка                                                   |
| 2004      | с | Слепой                                                                         | баба Даша                                               |
| 2004      | ф | Тебе, не знавшему меня                                                         | Имя персонажа не указано                                |
| 2004      | ф | Не хлебом единым                                                               | Лукерья Павловна, мать Дроздова                         |
| 2005      | с | Верёвка из песка                                                               | тётя Маша                                               |
| 2005      | ф | Владимирский централ                                                           | Имя персонажа не указано                                |
| 2005      | с | Самая красивая                                                                 | женщина в магазине                                      |
| 2006      | ф | Ералаш № 196 Поговорили…                                                       | бабушка в электричке                                    |
| 2006      | ф | Дневной дозор                                                                  | старушка у метро «ВДНХ»                                 |
| 2006      | ф | Погоня за ангелом                                                              | Вера Семёновна                                          |
| 2006      | ф | Слабости сильной женщины                                                       | эпизод                                                  |
| 2007      | с | Эксперты (фильм № 6 «Заклятые друзья»)                                         | баба Валя, мать Якова Скворцова                         |
| 2007      | с | Личная жизнь доктора Селивановой                                               | баба Валя, знахарка                                     |
| 2007      | ф | На мосту                                                                       | Имя персонажа не указано                                |
| 2007      | ф | Слуга Государев                                                                | жительница деревни                                      |
| 2007      | с | Евлампия Романова. Следствие ведёт дилетант 3 (фильм № 7 «Канкан на поминках») | баба Лена                                               |
| 2007      | ф | Погоня за ангелом                                                              | Вера Семёнова                                           |
| 2008      | с | Апостол                                                                        | Клавдия Львовна                                         |
| 2008      | ф | Женщина желает знать…                                                          | вахтёрша                                                |
| 2010      | ф | Залезть на луну                                                                | соседка                                                 |
| 2011      | ф | Вождь разнокожих                                                               | Мария Ивановна, уборщица                                |
| 2011      | с | Каменская-6 (фильм № 2 «Простая комбинация»)                                   | Мария Семёновна, хозяйка дома в Реченске                |
| 2011      | с | МУР. Третий фронт                                                              | эпизод                                                  |
| 2011      | ф | Нелюбимый                                                                      | бабушка Лёвы                                            |
| 2011      | с | Операция «Горгона»                                                             | Матрёна Васильевна                                      |
| 2012      | ф | Роман с кокаином                                                               | Степанида                                               |